# Schuppen 1
Der Schuppen 1 (auch Schuppen Eins geschrieben) in Bremen-Walle, Ortsteil Überseestadt am Europahafen, Konsul-Smidt-Straße 10 bis 26, stammt von 1959.
Das Gebäude steht seit 2008 unter Bremischem Denkmalschutz.

## Geschichte

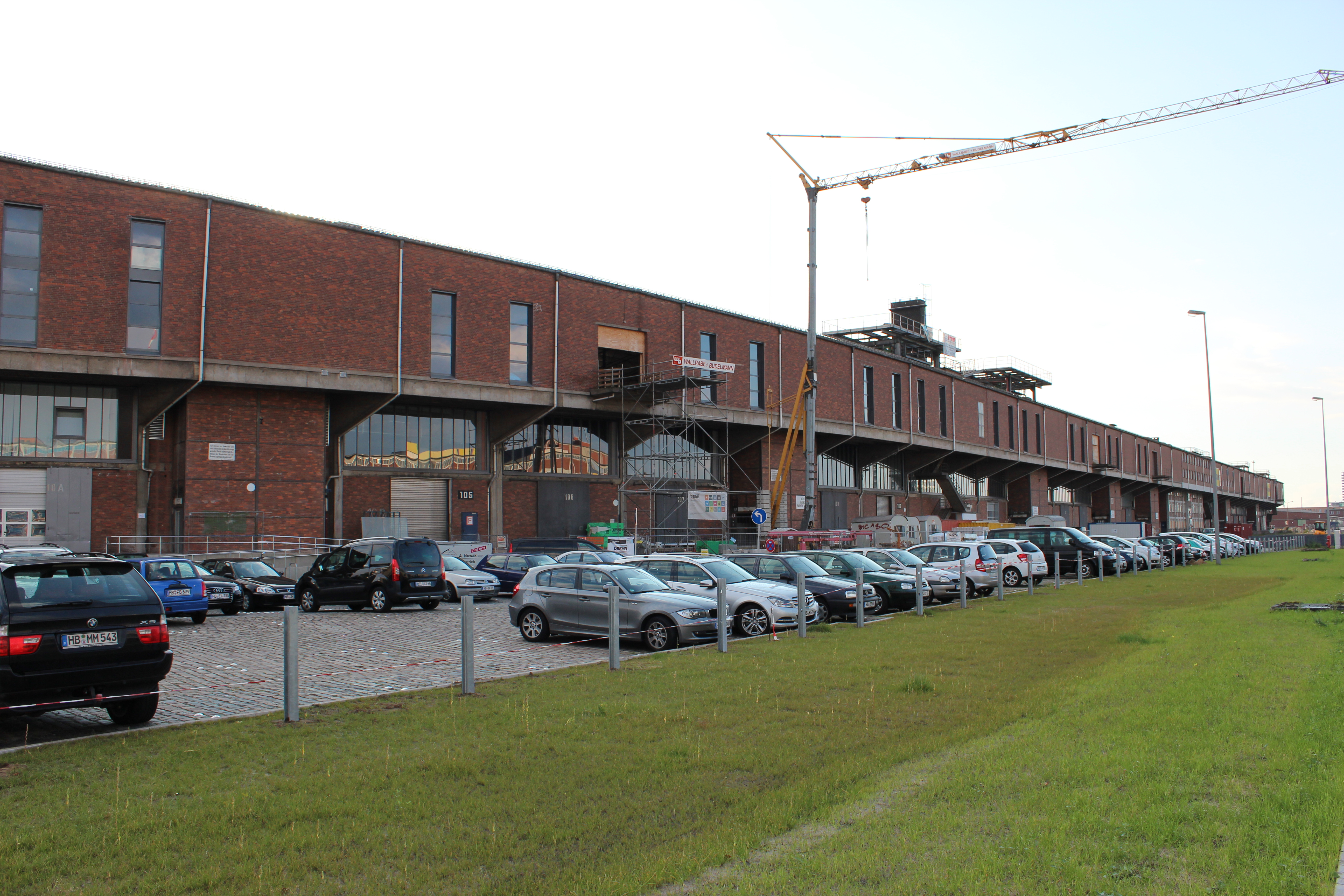
Nördlicher Teil

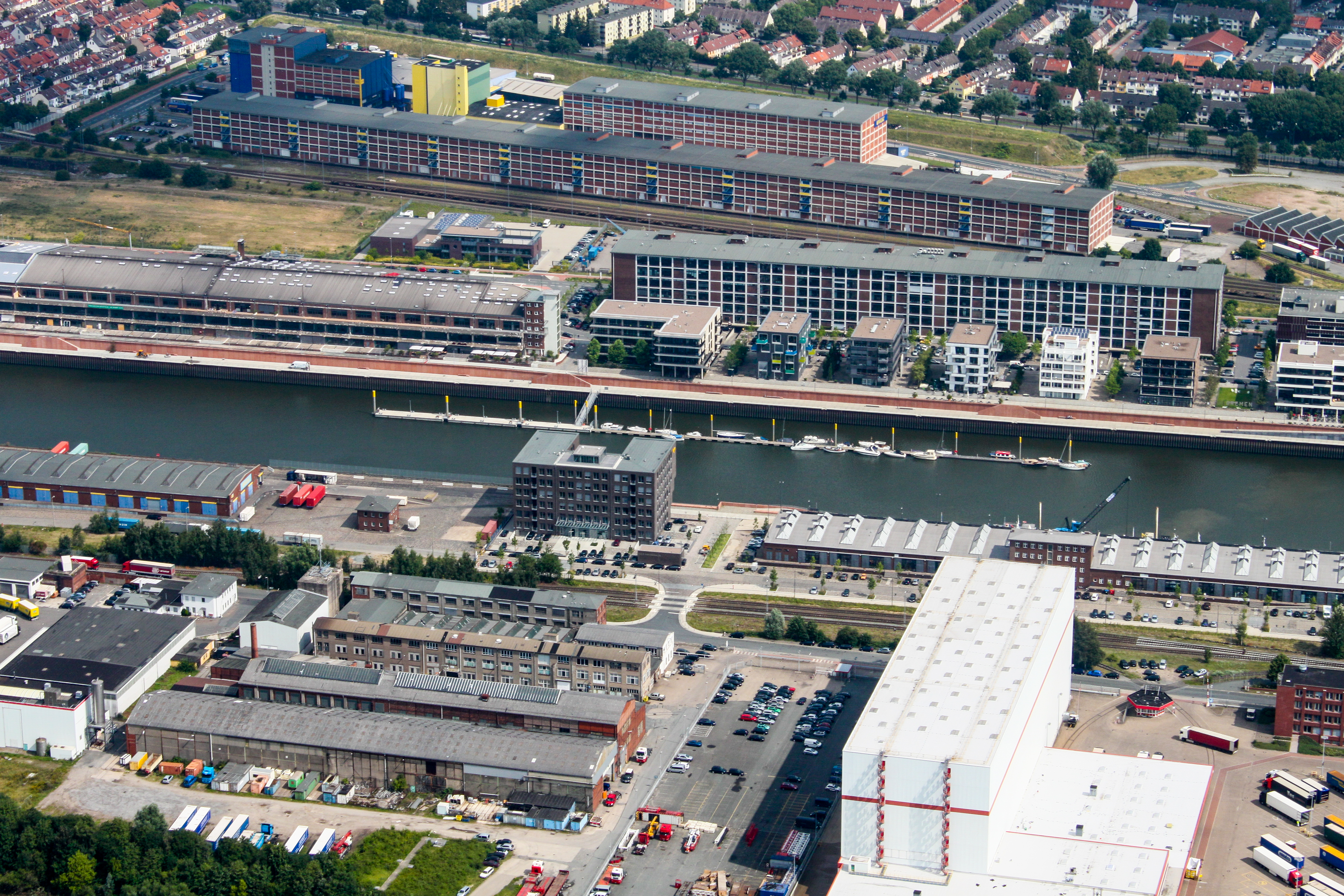
Links: Schuppen 1, rechts: Speicher 1, davor der Europahafen als Marina

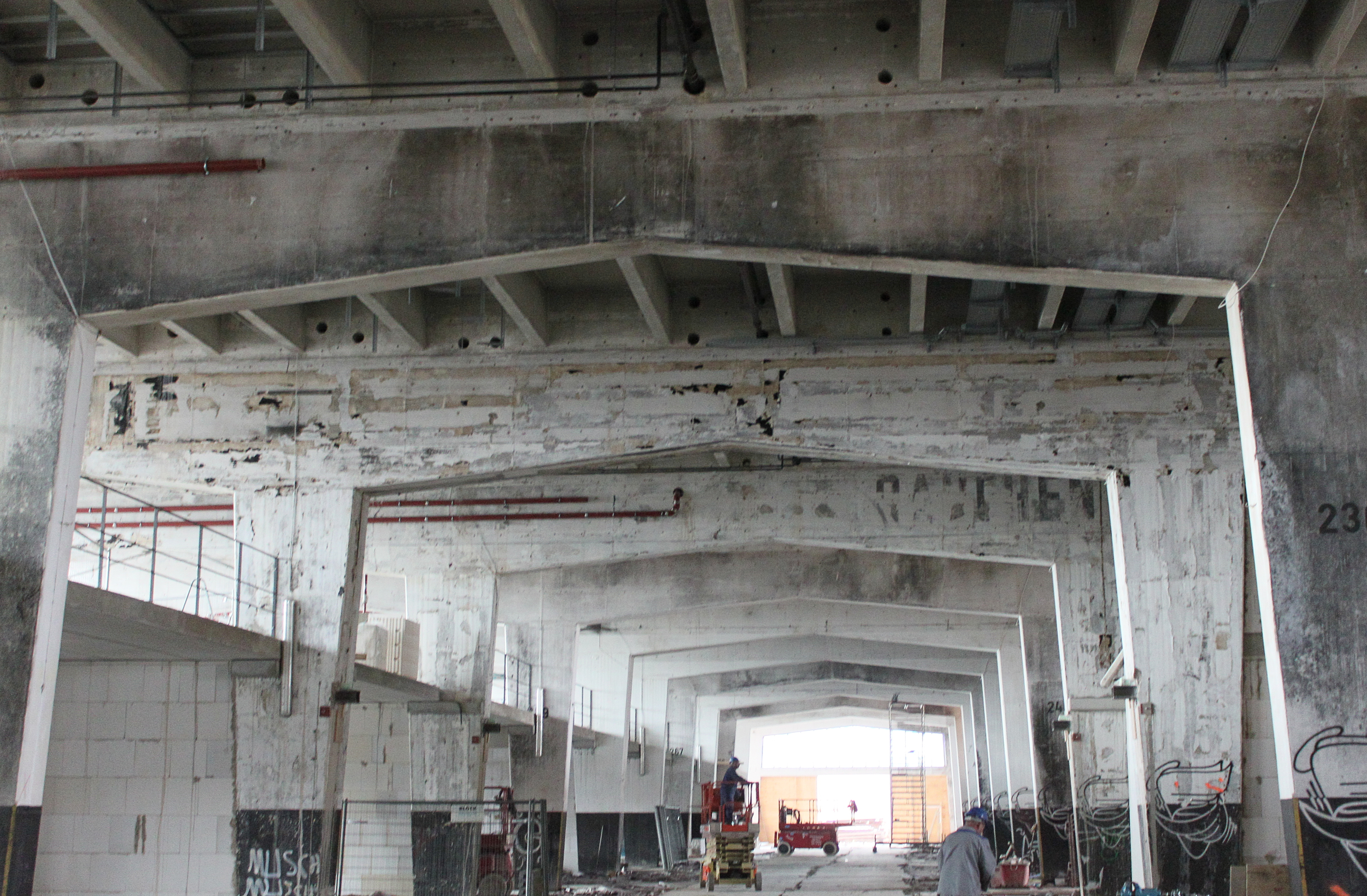
2012: Entkernte Ebene 1

Das zweigeschossige verklinkerte Gebäude wurde 1959 nach Plänen von Oberbaurat Helmut Jung in den stadtbremischen Häfen für den Stückgutumschlag gebaut. Der Stahlbetonskelettbau hat eine Nutzfläche von 36.570 m², eine Länge von 405 Metern, eine Breite von rund 50 m und war der größte Hafenschuppen in Bremen. Das Obergeschoss kragt landseitig über die Laderampe aus; wasserseitig springt das Obergeschoss zurück, damit der Kran das obere Geschoss bedienen konnte. Sieben Doppelaufzüge mit einer Tragkraft von jeweils 3 Tonnen schafften die Güter auf die beiden Ebenen. Zwei Betriebsgebäude ergänzten den Schuppen, wobei im achtgeschossigen südlichen verklinkerten Gebäude Büros und Sozialräume untergebracht waren. Die Kosten der Anlage belief sich auf 16 Mio. DM.
Das Landesamt für Denkmalpflege Bremen befand: „Bautypologisch gesehen sind zweigeschossige Hafenschuppen an der deutschen Küste ungewöhnlich und aufgrund ihrer betriebstechnischen und kostenseitigen Nachteile gegenüber eingeschossigen Schuppen nur dort realisiert worden, wo besondere Gründe […] ihre Erbauung sinnvoll machten.“
Schuppen Eins wurde 2007 privatisiert, 2009 entkernt, 2011/13 nach Plänen vom Architekturbüro Westphal (Bremen) umfangreich saniert und umgebaut. Auf rund 40.000 m² Geschossfläche entstand ein Ort für Automobilkultur, für Mobilität, zum Wohnen sowie zum Arbeiten. Der Umbau wurde 2014 mit dem Bremer BDA-Preis und 2016 mit einem Bundes-BDA-Preis ausgezeichnet. Im neun Meter hohen Boulevard im Erdgeschoss befinden sich vielfältige Dienstleistungen rund um klassische Automobile und aktuelle Mobilitätslösungen, Restaurants, Einzelhändler, eine Kunstgalerie und Eventflächen sowie Büroflächen. Das Obergeschoss kann per Autoaufzug erreicht werden; die Loftwohnungen und die Einstellplätze werden auf einer Fahrstraße erreicht.